# 233

## Nașteri
- dată necunoscută: Porfir (filozof)  (d. 301)